# Marcin Michalski
Marcin Krzysztof Michalski (Varsavia, 9 luglio 1958) è un ex cestista polacco.

## Carriera
Con la Polonia ha disputato i Giochi olimpici di Mosca 1980.